# Championnats d'Océanie de BMX 2025
Navigation
Édition précédente Édition suivante
Les championnats d'Océanie de BMX 2025 ont lieu le 5 février 2025 à New Plymouth en Nouvelle-Zélande.

## Podiums
| Épreuves               | Or                      | Argent               | Bronze             |
| ---------------------- | ----------------------- | -------------------- | ------------------ |
| Épreuves masculines    |                         |                      |                    |
| Élite hommes           | Bennett Greenough (NZL) | Jesse Asmus (AUS)    | Oliver Moran (AUS) |
| Moins de 23 ans hommes | Joel Marsh (AUS)        | Jordan Callum (AUS)  | Joshua Jolly (AUS) |
| Junior hommes          | Aaron Donald (AUS)      | Preston Murray (AUS) | Cameron Gatt (AUS) |
| Épreuves féminines     |                         |                      |                    |
| Élite femmes           | Leila Walker (NZL)      | Megan Williams (NZL) | Teya Rufus (AUS)   |
| Moins de 23 ans femmes | Isabella Schramm (AUS)  | Brooke Penny (NZL)   | Mia Webster (AUS)  |
| Junior femmes          | Lily Greenough (NZL)    | Charlotte Guy (AUS)  |                    |